# Ford Anglia Torino
Ford Anglia Torino – samochód osobowy klasy kompaktowej produkowany pod amerykańską marką Ford w latach 1965–1967.

## Historia i opis modelu

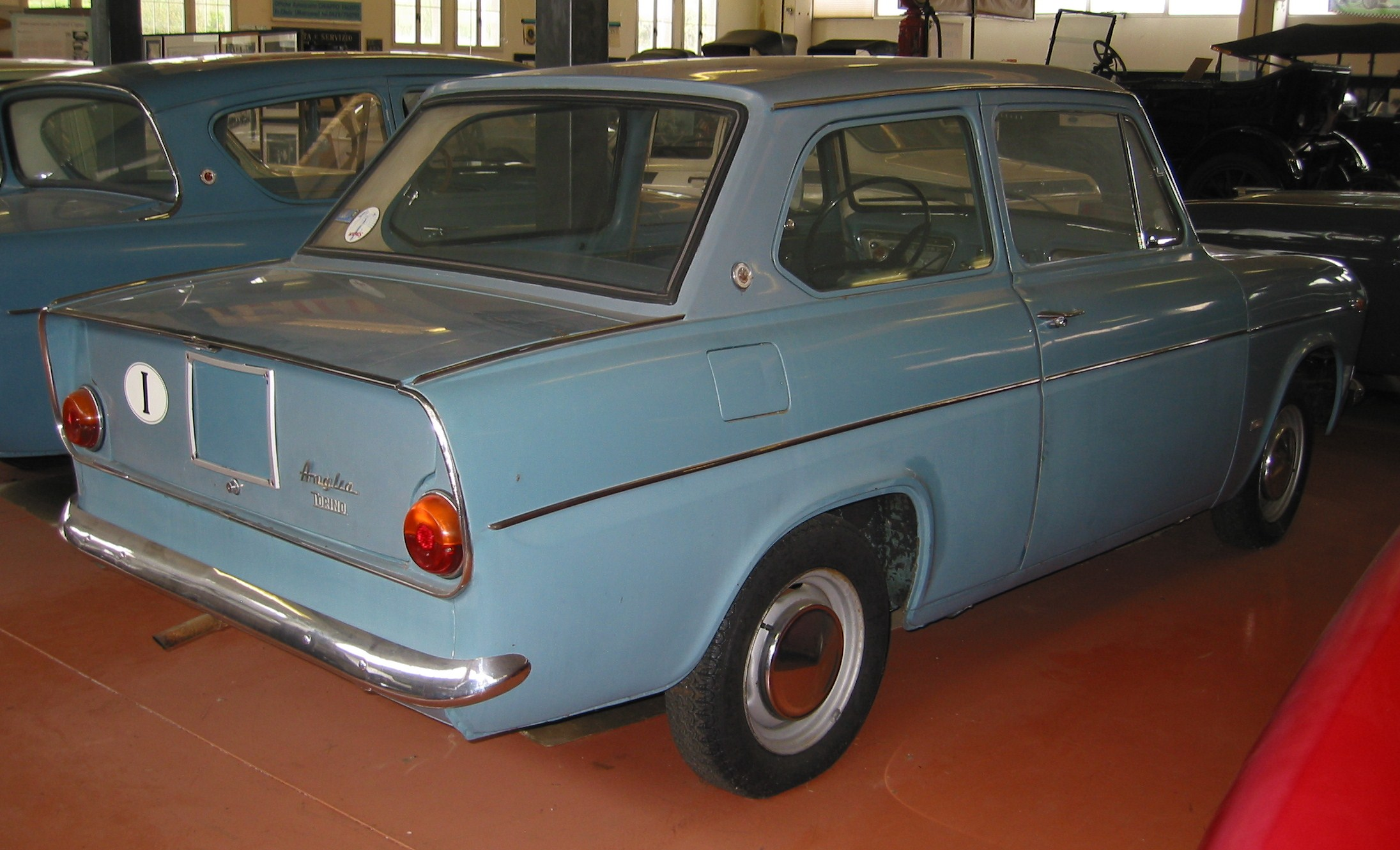
Ford Anglia Torino – tył

W 1965 roku włoska filia Forda opracowała model Anglia Torino, który powstał na podwoziu brytyjskiego Forda Anglia, dzieląc z nim rozwiązania techniczne, wystrój kokpitu i jednostkę napędową.
Od podstaw został z kolei wykonany projekt karoserii pod przewodnictwem słynnego turyńskiego projektanta Giovanniego Michelottiego. Od miasta, w którym powstał Ford Anglia Torino, wziął się drugi człon nazwy.

### Sprzedaż
Ford Anglia Torino był produkowany przez 2 lata zarówno we Włoszech, jak i w Belgii. Poza tymi krajami, samochód był sprzedawany jeszcze w Holandii i Luksemburgu.

### Silnik
- L4 1.0l Straight-4